# Sitio de Riazán
La captura de Riazán por Batú es uno de los primeros episodios de la invasión mongol-tártaro de Rusia y de la campaña occidental de los mongoles. 
En el otoño de 1237, tras un asedio de cinco días, la horda mongola, conducida por su líder Batú Kan, invadió el Principado de Riazán, y su capital hoy conocida como Antigua Riazán (Stáraya Riazán, Старая Рязань), situada a unos 50 km de la actual Riazán; fue tomada y completamente destruida por las tropas de Batú. El príncipe de Riazán, Yuri Ígorevich, pidió la ayuda del gran duque Yuri II de Vladímir, pero no la recibió.
Batú Kan derrotó a la vanguardia del ejército de Riazán, y el 16 de diciembre de 1237 sitiaba la capital del principado. Los pobladores repelieron los ataques de los primeros soldados de la horda, pero los mongoles construyeron catapultas y destruyeron las fortificaciones de la ciudad. Riazán fue asaltada el 21 de diciembre y los soldados de Batú Kan masacraron a todos los habitantes de la ciudad. Las crónicas describieron: no quedó nadie que pudiera gritar ni gemir. La antigua ciudad de Riazán fue completamente destruida y no sobrevivió nadie. 
Después de la devastación, la horda de Batú Kan invadió el Principado de Vladímir-Súzdal.